# Otto Heinz Jahn
Pour les articles homonymes, voir Jahn.
Otto Heinz Jahn (né le 19 mars 1906, mort en septembre 1953 près de Hambourg) est un journaliste et scénariste allemand.

## Biographie
On sait peu de choses sur les origines et les premières années de Jahn. Il commence sa carrière professionnelle en tant que journaliste. Pendant le Troisième Reich, il fait rapidement carrière. Il commente le film documentaire de propagande de 54 minutes Hände am Werk, sorti en 1935 et commandé par la Reichspropagandaleitung der NSDAP, et devient dramaturge en chef du groupe de production cinématographique de ce bureau en 1937. En 1938, Jahn est chargé de produire des films documentaires de propagande nazie, comme l'Anschluss (Wort und Tat), et est assistant réalisateur sur deux autres documentaires au début de la Seconde Guerre mondiale. À la suite de la démission forcée d'Ernst Leichtenstern (de) en 1940, il accède d'abord à la direction de la production de l'UFA avant même d'être nommé un peu plus tard au conseil d'administration de cette société. Pendant ce temps, Jahn continué à être journaliste et écrit, par exemple, l'article Über den Schauspielernachwuchs publié en 1942 (dans la publication Der deutsche Film). En 1943, Otto Heinz Jahn est finalement promu à la tête de la production de Berlin-Film (de).
Immédiatement après la guerre, malgré sa carrière dans le cinéma nazi, Otto Heinz Jahn devient directeur artistique de CCC-Filmkunst, société que crée le producteur d'origine juive Artur Brauner, et participe à la production d'un film sur la Shoah, Morituri. Après cela, Jahn s'installe à Hambourg et y trouve un emploi en tant que rédacteur en chef à la NWDR. Dans le même temps, il commence à écrire des scénarios pour Real-Film, nouvelle société dirigée par deux personnes juives, Walter Koppel (de) et Gyula Trebitsch (de). En 1952, il fait l'objet d'une allégation de plagiat pour Lockende Sterne (de). En 1953, il meurt dans un accident près de la ville hanséatique. Son scénario pour Annette de Tharau est réalisé après sa mort.
Après la Seconde Guerre mondiale, il est en couple avec l'actrice Maria Milde (de) jusqu'à sa mort.

## Filmographie
- 1938 : Wort und Tat (documentaire + réalisation)
- 1940 : Die letzte Garbe (documentaire + réalisation)
- 1940 : Unsere Kinder, unsere Zukunft (documentaire + réalisation)
- 1949 : Die letzte Nacht
- 1949 : Jeunes filles derrière les grilles (de)
- 1950 : Ombres du passé
- 1952 : Lockende Sterne (de)
- 1954 : Annette de Tharau